# Vina Gorica (gradič)
Gradič Vina Gorica (nemško Weinbüchel) stoji v Občini Trebnje.

## Zgodovina
Gradič Vina Gorica je bil zgrajen pred letom 1689 in je pozidan iz predhodnega dvora, kateri je stal na isti lokaciji. Danes je dvorec ohranjen vendar močno predelan.